# Glansfisk
Glansfisk (Lampris guttatus) är en fisk som tillhör familjen glansfiskar bland benfiskarna. Den är en av två arter av familjen och släktet Lampris.

## Utseende
Glansfisken kännetecknas av en hög, hoptryckt kroppsform, en enda ryggfena samt en mängd strålar i bukfenorna. Ryggfenan är långsträckt; dess främre del är hög och skärformigt böjd. Samma form har bröstfenorna och stjärtfenan. Bukfenorna är långa och smala, medan den relativt långa analfenan däremot är låg och liknar ryggfenans bakre del. Fisken når ända till 200 centimeters längd och kan väga upptill 270 kilogram. Glansfisken är en mycket färgrik fisk. Fenorna och läpparna är klarröda; kroppen är på ovansidan glänsande stålblå, en färg som gradvis, nedåt buken, övergår i ljust rosa; sidorna är överströdda med runda eller ovala, silverfärgade fläckar. Munnen är tandlös och framskjutbar.

## Utbredning
Dess utbredning sträcker sig ifrån nordligaste Atlanten från Nordnorge, Islands sydkust, Grönlands sydspets och södra Newfoundland i norr till Godahoppsudden och södra Sydamerika i söder. Den går in i Skagerack och är en tillfällig besökare i svenska vatten, där den dock ej förökar sig. Den går sällsynt in i västligaste Medelhavet. I Stilla havet förekommer den från norra Japan och södra Kanadas kuster i norr (sällsynt ända från Alaskas sydkust) till södra Australien och södra Sydamerika i söder.

## Vanor
Glansfisken lever pelagiskt ner till 400 meters djup där den lever på bläckfisk, mindre kräftdjur och småfisk. Mycket litet är känt om fiskens fortplantning.

## Ekonomisk betydelse
Köttet är fett och välsmakande samt påminner om laxens. Fisken fås som bifångst vid fiske efter annan fisk.
Glansfisken kallas "laxestörje" i Norge och "gudlax" på Island.